# Jacek Malko
Jacek Malko (ur. 19 marca 1937 we Lwowie, zm. 5 lipca 2015 we Wrocławiu) – polski inżynier elektryk. Absolwent Politechniki Wrocławskiej. Od 1995 r. profesor na Wydziale Elektrycznym Politechniki Wrocławskiej.

## Życiorys
Urodził się 19 marca 1937 r. we Lwowie. W 1939 r. jego ojciec został aresztowany (potem zamordowany), a on sam wraz z matką w 1940 r. deportowany do sowchozu w Semipałatyńsku na terenie Kazachstanu, gdzie przebywał do 1945 r., gdy wraz z matką repatriował się do Wrocławia. We Wrocławiu odbył edukację podstawową i średnią w III Liceum Ogólnokształcącym, po czym w latach 1954–1959 uzyskał na Politechnice Wrocławskiej dyplom inżyniera elektryka. Po studiach w latach 1959–1961 pracował jako konstruktor w fabryce maszyn elektrycznych Dolmel, a następnie do 1965 r. w Instytucie Automatyki Systemów Energetycznych we Wrocławiu.
Od 1965 r. uzyskał stopień doktora i rozpoczął pracę na Politechnice Wrocławskiej, początkowo w Katedrze Systemów Energetycznych, a następnie w Instytucie Energoelektryki. W 1979 r. uzyskał stopień doktora habilitowanego i został awansowany na stanowisko docenta. W latach 1984–1988 pełnił funkcję prodziekana Wydziału Elektrycznego Politechniki Wrocławskiej, a później przez dwie kadencje był zastępcą dyrektora ds. dydaktyki Instytutu Energoelektryki. Stanowisko profesora nadzwyczajnego uzyskał w 1989 r., zaś tytuł profesora w 1995 r. W trakcie pracy zawodowej był m.in. kierownikiem Zakładu Elektrowni i Gospodarki Energetycznej w Instytucie Energoelektryki. Ponadto wykładał na Politechnice Śląskiej, Politechnice Łódzkiej, Uniwersytecie Wrocławskim i Akademii Ekonomicznej we Wrocławiu oraz był członkiem Rady Nadzorczej Polskich Sieci Elektroenergetycznych S.A.
Autor ponad 450 artykułów i referatów, 5 monografii i 3 podręczników, promotor 4 doktorów. Jego zainteresowania naukowe obejmowały teorię systemów, planowanie rozwoju i eksploatacji systemów energetycznych, prognozowanie w energetyce, procesy transformacji rynkowej, legislację w energetyce, mechanizmy rynkowe i regulacyjne, nowe źródła energii. Członek prezydium Komitetu Problemów Energetyki Polskiej Akademii Nauk i Sekcji Systemów Elektroenergetycznych Komitetu Elektrotechniki PAN, a także Stowarzyszenia Elektryków Polskich, Wrocławskiego Towarzystwa Elektrotechniki Teoretycznej i Stosowanej, Polskiego Komitetu Światowej Rady Energetycznej, Instytutu Inżynierów Elektryków i Elektroników w USA oraz Międzynarodowego Stowarzyszenia Ekonomiki w Energetyce. Przewodniczył radzie naukowej Instytutu Automatyki Systemów Energetycznych we Wrocławiu.
Był instruktorem międzynarodowym nurkowania Światowej Konfederacji Sportów Podwodnych oraz instruktorem państwowym ratownictwa wodnego.
Zmarł 5 lipca 2015 r. we Wrocławiu.

## Odznaczenia
- Złoty Krzyż Zasługi (1985)[1]
- odznaka Zasłużony dla Energetyki (1999)[1]